# Flavio Caballero
Flavio Caballero (ur. 6 października 1958 w Cartagenie) – kolumbijski aktor. W Polsce znany z telenowel Moja piękna grubaska (2002), Wdowa w bieli (2006) oraz Twarz Analiji (2008–2009).

## Filmografia
- "El rostro de Analía" (Twarz Analiji (2008) Capitan Nelson Lares
- "Valeria" (2008).... Alfredo Galan
- "Estrambótica Anastasia"(2007) .... Aquiles Borosfky
- "Decisiones" (2006-2007).... Fabián
- "La viuda de Blanco" (Wdowa w bieli) (2006).... Justino Briñón
- "Mi gorda bella" (Moja piękna grubaska) (2002).... Juan Ángel Villanueva
- "La niña de mis ojos" (2001).... Cristóbal Díaz Antoni
- "Viva la Pepa" (2001).... Gonzalo Iturriza
- Borrón y cuenta nueva (2000)
- "Carita pintada" (1999).... Jean François Sagmann
- "Luisa Fernanda" (1999) .... Ignacio Riera
- "Golpe de estadio "(1998) .... Comandante Felipe
- "100 años de perdón (1998) .... Juan Carlos
- "Amores de fin de siglo" (1995).... Diego Moncada
- "El desprecio"(Pogarda) (1991) .... Raúl Velandro
- "Amanda sabater" (1989).... Iván Moros
- "Aventurera" (1988)
- "Señora" (1988).... Anselmo Itriago
- "Mi amada Beatriz" (1987)
- "El escándalo" (1987)
- "La intrusa" (1987).... Freddy
- "Bienvenida Esperanza" (1983) .... Jose Maria Delgado
- "Leonela" (1983) .... Manaure
- "Kapricho S.A." (1982)
- "Domingo de resurrección" (1982)
- "La señorita Perdomo" (1982)
- "La goajirita" (1982)
- "El rebaño de los ángeles" (1979)